# Shenouda III de Alexandria
Sua Beatitude Shenouda III (em árabe: شنودة الثالث, nascido Nazīr Gayyid Rūfāʾīl, em árabe: نظير جيد روفائيل) foi o 117° papa da Igreja Ortodoxa Copta. Foi também Patriarca de Alexandria desde 14 de novembro de 1971 até sua morte. Morreu de causas naturais em 17 de março de 2012, no Egito.
O seu título completo era: Papa de Alexandria e Patriarca da Predicação de São Marcos e de toda a África.

## Cronologia dos papas coptas do século XX
- Cirilo V (1874–1928)
- João XIX (1929–1942)
- Macário III (1942–1944)
- José II (1946–1956)
- Cirilo VI (1959–1971)
- Sinúcio III (1971- 2012)
- Papa Teodoro II de Alexandria (2012- )

## Conexões externas
- Site oficial de papa Shenuda III
- (em inglês) Pope Shenouda III – Coptic Othodox Church Network
- (em árabe) Homilias de papa Shenuda